# Новосадовое
Новосадовое (укр. Новосадове) — заброшенное село в Лиманской городской общине Краматорского района Донецкой области Украины.

## Общие сведения
Население по переписи 2001 года составляло 32 человека. Почтовый индекс — 84440. Телефонный код — 6261.

### Вторжение России в Украину
Во время полномасштабного вторжения России в Украину посёлок был временно оккупирован россиянами, был освобождён силами ВСУ 24 октября 2022 года.
Повторно оккупирован 24 октября 2024 года.